# Biskupi Eichstätt
Biskupi Eichstätt
- 741-787(?) Św. Willibald
- 787(?)-806(?) Gerhoh
- 806(?)-822(?) Agan
- 822(?)-837(?) Adalung
- 837(?)-847(?) Altwin
- 857(?)-880(?) Otgar
- 880(?)-882(?) Gottschalk
- 882(?)-912 Erchanbald
- 912-933 Uodalfried
- 933-966 Starchand
- 966-991 Reginold
- 991-1015(?) Megingaud
- 1015(?)-1019 Gundekar I
- 1020-1021 Walther
- 1022-1042 Heribert
- 1042 Gezmann
- 1042-1057 Gebhard I
- 1057-1075 Św. Gundekar II
- 1075-1099 Udalrich I

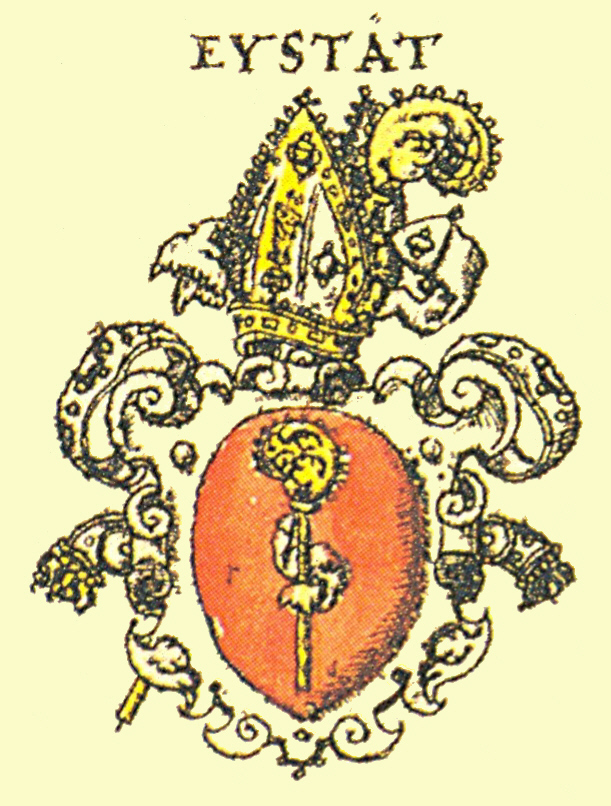
Herb biskupów Eichstätt w herbarzu J. Siebmachera, 1605

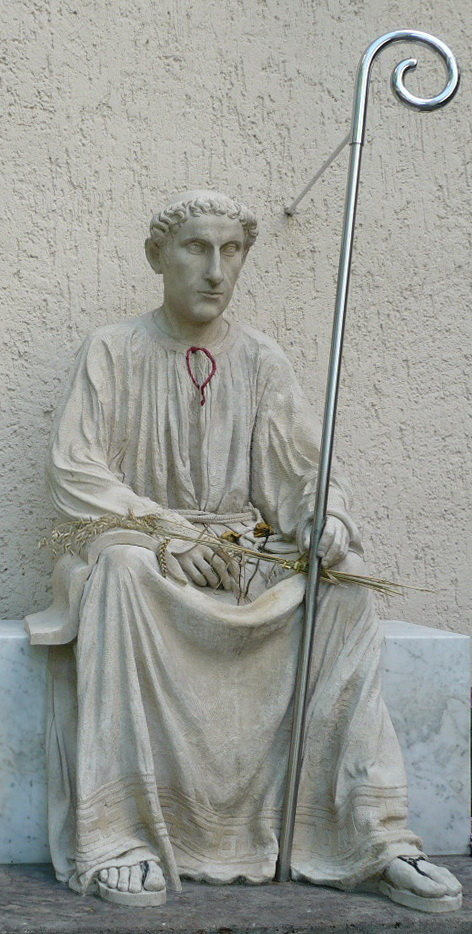
Święty Willibald (pierwszy biskup Eichstätt)

- 1099-1112 Eberhard I von Hildrizhausen
- 1112-1125 Udalrich II von Bogen
- 1125-1149 Gebhard II von Grögling
- 1149-1153 Burchard
- 1153-1171 Konrad I z Morsbach
- 1171-1182 Egelolf
- 1182-1196 Otto
- 1196-1223 Hartwig von Grögling
- 1223-1225 Friedrich I von Haunstadt
- 1225-1228 Heinrich I z Unterschneidheim
- 1228-1231 Heinrich II z Dischingen
- 1231-1237 Heinrich III z Rabensburga
- 1237-1246 Friedrich II z Parsbergu
- 1247-1259 Heinrich IV von Württemberg
- 1259-1261 Engelhard von Dolling
- 1261-1279 Hildebrand Marchewka
- 1279-1297 Reinboto von Meilenhart
- 1297-1305 Konrad II z Pfeffenhausen
- 1305-1306 Johann I z Zurychu
- 1306-1322 Philipp von Rathsamhausen
- 1322-1324 Marquard I Grad
- 1324-1327 Gebhard III von Graisbach
- 1328-1329 Friedrich III von Leuchtenberg
- 1329-1344 Heinrich V von Reicheneck
- 1344-1351 Albrecht I von Hohenfels
- 1351-1365 Berhold von Nürnberg
- 1365-1383 Rabeno Truchsess z Wilburgstetten
- 1383-1415 Friedrich IV von Oettingen
- 1415-1429 Johann II z Heideck
- 1429-1445 Albrecht II von Hohenrechberg
- 1445-1464 Johann III von Eych
- 1464-1496 Wilhelm von Reichenau
- 1496-1535 Gabriel von Eyb
- 1535-1539 Christoph von Pappenheim
- 1539-1552 Moritz von Hutten
- 1552-1560 Eberhard II von Hirnheim
- 1560-1590 Martin von Schaumberg
- 1590-1595 Kaspar von Seckendorff
- 1595-1612 Johann Konrad z Gemmingen
- 1612-1636 Johann Christoph z Westerstetten
- 1636-1685 Marquard II von Castell
- 1685-1697 Johann Euchar von Castell
- 1697-1704 Johann Martin von Eyb
- 1705-1725 Johann Anton I von Katzenelnbogen
- 1725-1736 Franz Ludwig von Castell
- 1736-1757 Johann Anton II von Freyberg
- 1757-1781 Raymund Anton von Strasoldo
- 1781-1790 Johann Anton III von Zehmen
- 1790-1824 Joseph von Stubenberg
- 1824-1825 Petrus Pustett
- 1825-1835 Johann Friedrich Oesterreicher
- 1835 Johann Martin Manl
- 1836-1846 Karl August von Reisach
- 1846-1866 Georg von Oettl
- 1867-1905 Franz Leopold von Leonrod
- 1905-1932 Johannes Leo Margiel
- 1932-1935 Konrad von Preysing
- 1935-1948 Michael Rackl
- 1948-1967 Joseph Schröffer
- 1968-1983 Alois Brems
- 1984-1995 Karl Braun
- 1996-2005 Walter Mixa
- 2006-2025 Gregor Maria Hanke[1]